# Placca Maoke

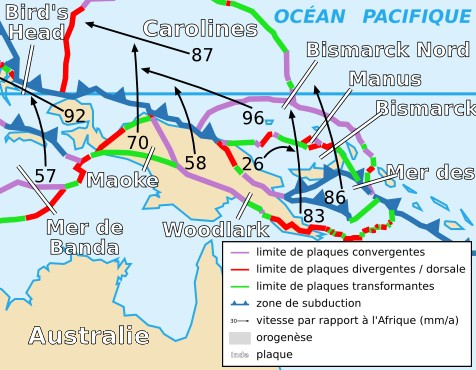
Collocazione della placca Maoke

La placca Maoke è una microplacca tettonica della litosfera terrestre. Ha una superficie di 0,00284 steradianti ed è associata alla placca australiana.

## Caratteristiche
È situata nella parte occidentale della Nuova Guinea e copre l'area della catena dei Monti Maoke, da cui deriva il nome.
La placca di Maoke è in contatto con la placca Woodlark, la placca australiana e la placca di Bird's Head.
La placca si sposta con una velocità di rotazione di 0,8927° per milione di anni secondo un polo euleriano situato a 59°59' di latitudine nord e 78°88' di longitudine est.